# Assedio di Savannah
L'assedio di Savannah si svolse dal 16 settembre al 20 ottobre 1779 durante i più vasti eventi del teatro meridionale della guerra d'indipendenza americana.
Dopo che nel dicembre 1778 una forza britannica aveva occupato la città di Savannah, capitale e porto principale della colonia della Georgia, nel settembre seguente un corpo di spedizione dell'Esercito Continentale americano sotto il comando del generale Benjamin Lincoln pose l'assedio alla città, tenuta da una guarnigione agli ordini del generale Augustine Prévost; nonostante il supporto navale garantito agli americani dalla flotta francese dell'ammiraglio Charles Henri d'Estaing, l'assedio si risolse in un successo per i britannici che furono in grado di respingere sanguinosamente gli attacchi dei franco-americani fino a obbligarli a desistere e ritirarsi. Savannah rimase sotto occupazione britannica fino al luglio 1782, quando ormai la guerra stava per terminare.

## Antefatti
Dopo il fallimento delle campagne condotte nel nord delle Tredici colonie nelle prime fasi della guerra, il comando britannico decise di avviare una serie di operazioni militari nella parte meridionale della regione, dove si riteneva che maggiore fosse la presenza di Lealisti tra la popolazione locale. La prima mossa doveva consistere nell'impossessarsi dei due maggiori porti della regione, Savannah in Georgia e Charleston nella Carolina del Sud, e nel dicembre 1778 una spedizione britannica riuscì a impossessarsi di Savannah sconfiggendo la modesta resistenza offerta dalla milizia locale e dall'ancora inesperto Esercito Continentale regolare.
Le forze americane si raggrupparono più a nord e nel giugno 1779 la forza combinata di miliziani e regolari dell'Esercito Continentale che presidiava Charleston arrivò ad annoverare tra i 5 000 e i 7 000 uomini; il comandante di queste truppe, il generale Benjamin Lincoln, sapeva bene tuttavia che qualunque tentativo di riprendere Savannah non avrebbe avuto successo senza il supporto di una forza navale, e per tale ragione richiese l'assistenza degli alleati francesi che all'inizio del 1778 erano scesi in guerra a fianco dei ribelli americani contro la Gran Bretagna. La flotta francese dell'ammiraglio Charles Henri d'Estaing aveva speso la prima parte del 1779 a battagliare con i britannici nella regione dei Caraibi; gli scontri avevano avuto vicende alterne, ma in luglio i francesi ottennero un chiaro successo ai danni della flotta britannica nella battaglia di Grenada consentendo a d'Estaing di soddisfare la richiesta degli americani per un supporto nell'operazione di riconquista di Savannah. Il 3 settembre 1779, in un arrivo insolitamente precoce in quanto vi era ancora un considerevole rischio di incappare in uragani stagionali, alcune navi francesi arrivarono a Charleston recando la notizia che d'Estaing stava facendo vela per la Georgia con una forza di 25 vascelli carichi di 4 000 soldati francesi; Lincoln e gli emissari francesi iniziarono quindi a stendere un piano per attaccare Savannah, e il generale americano lasciò Charleston l'11 settembre al comando di una forza di più di 2 000 uomini.
Le forze britanniche schierate nelle regioni meridionali ammontavano a circa 6 500 soldati regolari dislocati a Brunswick in Georgia, con altri 900 regolari sotto il colonnello John Maitland a Beaufort nella Carolina del Sud e 100 miliziani lealisti a Sunbury; il generale Augustine Prévost, al comando di queste forze dal suo quartier generale di Savannah, fu colto completamente di sorpresa quando la flotta francese giunse al largo di Tybee Island davanti a Savannah, ma riuscì a richiamare le truppe stanziate a Beaufort e Sunbury per rinforzare le difese della città. Il capitano Moncrief dei Royal Engineers ricevette il compito di allestire delle fortificazioni con cui resistere a un assedio: impiegando tra i 500 e gli 800 schiavi afroamericani in turni di lavoro di dodici ore al giorno, Moncrief riuscì ad allestire nelle pianure davanti alla città una linea di trinceramenti completi di ridotte lunga 370 metri.
La Royal Navy poteva contribuire alla difesa di Savannah con due fregate piuttosto datate, la HMS Fowey e la HMS Rose: le navi sbarcarono la maggior parte dei loro cannoni e dei loro equipaggi, che andarono a rinforzare la linea difensiva. In aggiunta, le forze navali britanniche disponevano del brigantino HMS Keppel, della nave armata Germaine, delle galee Comet e Thunder e dei mercantili Savannah e Venus.

## L'assedio

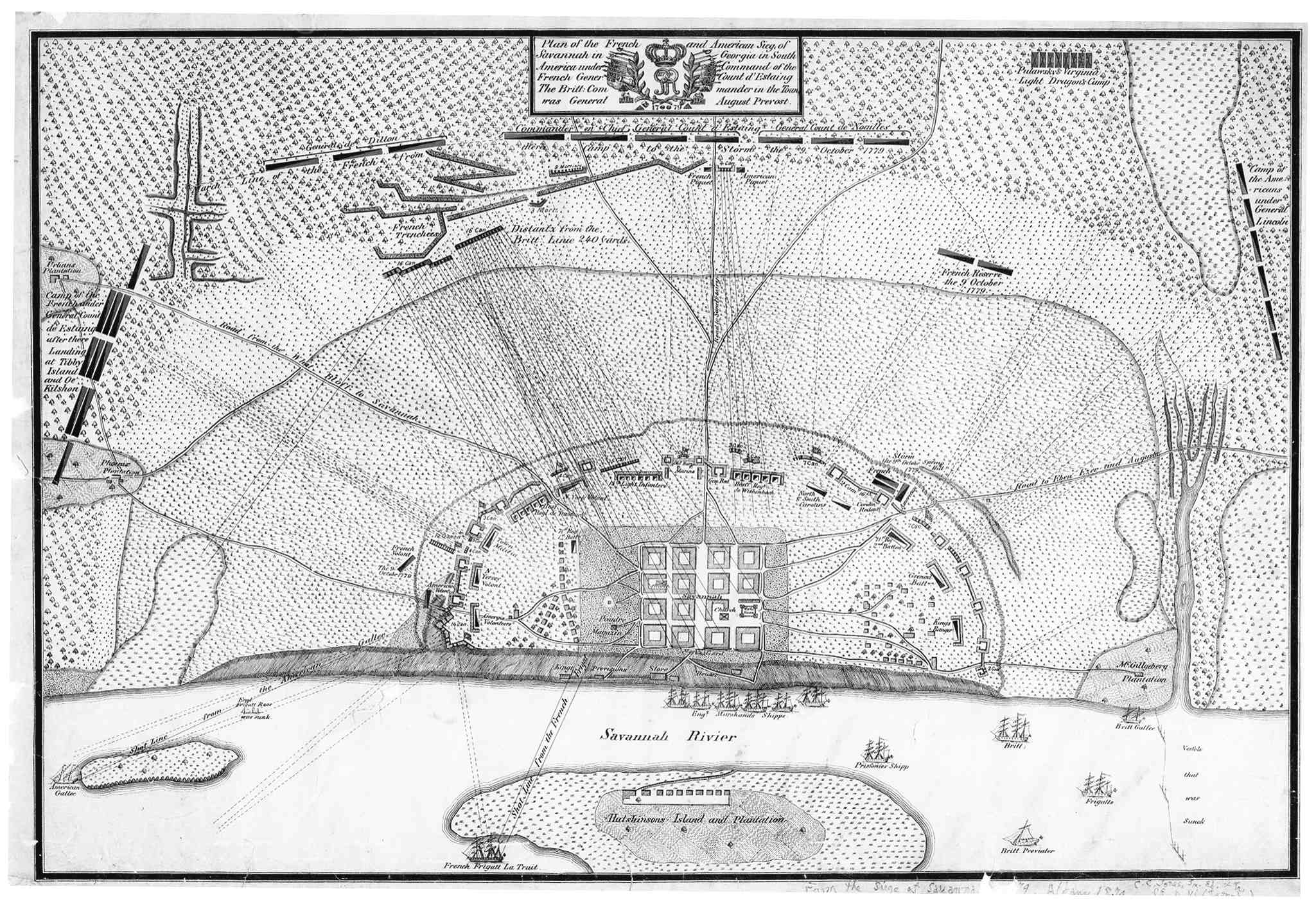
L'assedio in una stampa del 1874

D'Estaing iniziò lo sbarco delle sue truppe nelle vicinanze della città il 12 settembre, e per il 16 settembre iniziò l'investimento delle difese. Confidando nella vittoria e nel fatto che il contingente di Maitland da Beaufort fosse stato bloccato nel suo movimento verso Savannah dagli americani di Lincoln, il comandante francese inviò un'ambasceria a Prévost per dargli l'opportunità di arrendersi; il generale britannico decise di temporeggiare e ottenne 24 ore di tregua dai francesi. A causa di problemi di comunicazione e di incomprensioni tra gli alleati su chi dovesse prevenire i movimenti di Maitland, i corsi d'acqua che separavano l'isola di Hilton Head Island dalla terraferma non erano presidiati e ciò consentì a Maitland di raggiungere Savannah prima che la tregua scadesse; di conseguenza, anche se le truppe di Lincoln si erano unite ai francesi fuori dalla città, al cessare della tregua Prévost inviò a d'Estaing un cortese rifiuto della richiesta di resa.
Il 19 settembre il capitano Charles-Marie de Trolong du Rumain condusse una formazione di navi francesi su per il corso del fiume Savannah alla volta della città, scambiando colpi con le unità britanniche Comet, Thunder, Savannah e Venus. Il giorno seguente i britannici autoaffondarono la Rose, che era gravemente danneggiata, giusto davanti al porto onde impedire alle navi francesi di proseguire oltre; i britannici inoltre bruciarono la Savannah e la Venus. Il relitto della Rose era piazzato nella parte centrale del canale di accesso al porto, e ciò rese impossibile per la flotta francese avvicinarsi abbastanza alla città per sostenere gli attacchi delle forze terrestri.
La Germaine fu messa in posizione per coprire il lato settentrionale delle difese di Savannah, mentre la Comet e la Thunder dovevano contrastare le unità leggere della Carolina del Sud dal bombardare la città; nei giorni seguenti si ebbero diversi scontri tra le due unità britanniche, supportate dalle batterie costiere, e le imbarcazioni dei ribelli americani.

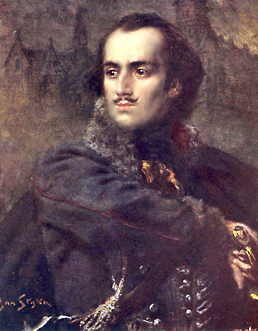
Ritratto di Casimir Pułaski opera di Jan Styka

Il comandante francese respinse inizialmente l'idea di tentare un assalto alle difese britanniche, e fece sbarcare dei cannoni dalle sue navi per bombardare la città. Il centro abitato, piuttosto che le difese britanniche, dovette sostenere il peso di questo bombardamento, che durò da 3 all'8 ottobre; come scrisse un osservatore britannico, «l'aspetto della città offriva una prospettiva malinconica, non c'era quasi una casa che non fosse stata attraversata da un proiettile d'artiglieria». Quando il bombardamento fallì nell'ottenere l'effetto sperato, d'Estaing cambiò idea e decise che fosse tempo per un assalto; questa decisione era in parte motivata dalla necessità di prendere la città al più presto, visto che lo scorbuto e la dissenteria stavano diventando un problema serio a bordo delle navi francesi e che i rifornimenti stavano iniziando a scarseggiare. Se una tradizionale operazione d'assedio avrebbe probabilmente avuto ragione delle difese britanniche, ciò avrebbe però richiesto molto più tempo di quanto d'Estaing era disposto ad aspettare.
Contro l'opinione di molti dei suoi subordinati, d'Estaing sferrò l'assalto alle difese britanniche la mattina del 9 ottobre. Il successo di questo assalto dipendeva dalla segretezza di alcuni suoi aspetti, che tuttavia divennero noti a Prévost ben prima che l'azione avesse inizio intorno alle 04:00 di mattina. La nebbia mattutina portò le truppe destinate ad attaccare la ridotta di Spring Hill a perdersi nelle paludi, ed era quasi l'alba quando infine l'attacco prese il via; la ridotta, posta sul lato destro delle difese britanniche, e ra stata scelta come obiettivo perché si credeva che fosse tenuta solo da un contingente di miliziani, ma in realtà era presidiata da una combinazione di miliziani e regolari scozzesi del 71st Regiment of Foot, Fraser's Highlanders, parte del contingente di Maitland e messisi in luce nella precedente battaglia di Stono Ferry. Il contingente di miliziani lealisti comprendeva un buon numero di tiratori scelti che falcidiarono le truppe francesi lanciate all'assalto: lo stesso d'Estaing venne ferito due volte, e l'ufficiale di cavalleria Casimir Pułaski, un volontario polacco che combatteva nelle file degli americani, venne ferito mortalmente. Prima che la seconda ondata d'assalto riuscisse a raggiungere la ridotta, la prima ondata era ormai completamente disorganizzata e le trincee davanti alla postazione erano piene di corpi; attacchi lanciati contro altre postazioni britanniche, principalmente con effetti di diversione, furono facilmente respinti dai difensori.
La seconda colonna d'assalto degli alleati era agli ordini del conte svedese Curt von Stedingk, che riuscì a far avanzare i suoi uomini fino all'ultima linea di trincee; come scrisse poi nel suo rapporto, «ebbi l'onore di piantare la bandiera americana sull'ultima trincea, ma il nemico rinnovò il suo contrattacco e i nostri uomini furono falcidiati dal fuoco incrociato». Il conte fu costretto a ripiegare sotto i colpi dei più numerosi britannici: solo 20 uomini della sua colonna riuscirono a tornare indietro, e tutti (compreso lo stesso conte) furono feriti. Dopo un'ora di inutile carneficina, d'Estaing diede ordine di cessare l'azione; il 17 ottobre, infine, le forze degli alleati decisero di abbandonare l'assedio della città e si ritirarono.

## Conseguenze
L'assalto del 9 ottobre fu una delle azioni più sanguinose della guerra. Prévost ritenne che i franco-americani avessero perso tra i 1 000 e i 1 200 uomini nell'assalto, sebbene il conteggio delle perdite degli alleati arrivò a 244 morti, circa 600 feriti e 120 uomini presi prigionieri; le perdite britanniche furono relativamente leggere, con 40 morti, 63 feriti e 52 dispersi. Il generale britannico Henry Clinton scrisse che l'assedio era stato «il più grande evento che è avvenuto in tutta la guerra», e colpi di cannone per celebrare la vittoria furono sparati a Londra quando giunse la notizia dei fatti di Savannah.
La città di Savannah non fu più assalti e rimase sotto occupazione fino al ritiro spontaneo dei reparti britannici nel luglio 1782, quando ormai le sorti della guerra stavano volgendo contro la Gran Bretagna.